# Szovjetszkaja Gavany-i járás
A Szovjetszkaja Gavany-i járás (oroszul Советско-Гаванский район) Oroszország egyik járása a Habarovszki határterületen. Székhelye Szovjetszkaja Gavany.

## Népesség
- 1989-ben 24 302 lakosa volt.
- 2002-ben 16 602 lakosa volt, akik főleg oroszok, orocsok és udegék.
- 2010-ben 15 794 lakosa volt.